# فرانسین دو سلو
فرانسین دو سلو (به فرانسوی: Francine de Selve) بانوی نویسنده قرن بیستم میلادی اهل فرانسه بود.